# (200379) 2000 QW152
(200379) 2000 QW152 es un asteroide perteneciente al cinturón de asteroides descubierto el 29 de agosto de 2000 por el equipo del Lincoln Near-Earth Asteroid Research desde el Laboratorio Lincoln, Socorro, Nuevo México, Estados Unidos.

## Designación y nombre
Designado provisionalmente como 2000 QW152.

## Características orbitales
2000 QW152 está situado a una distancia media del Sol de 2,539 ua, pudiendo alejarse hasta 3,304 ua y acercarse hasta 1,773 ua. Su excentricidad es 0,301 y la inclinación orbital 6,328 grados. Emplea 1477,83 días en completar una órbita alrededor del Sol.

## Características físicas
La magnitud absoluta de 2000 QW152 es 17. 